# تمريض مدرسي

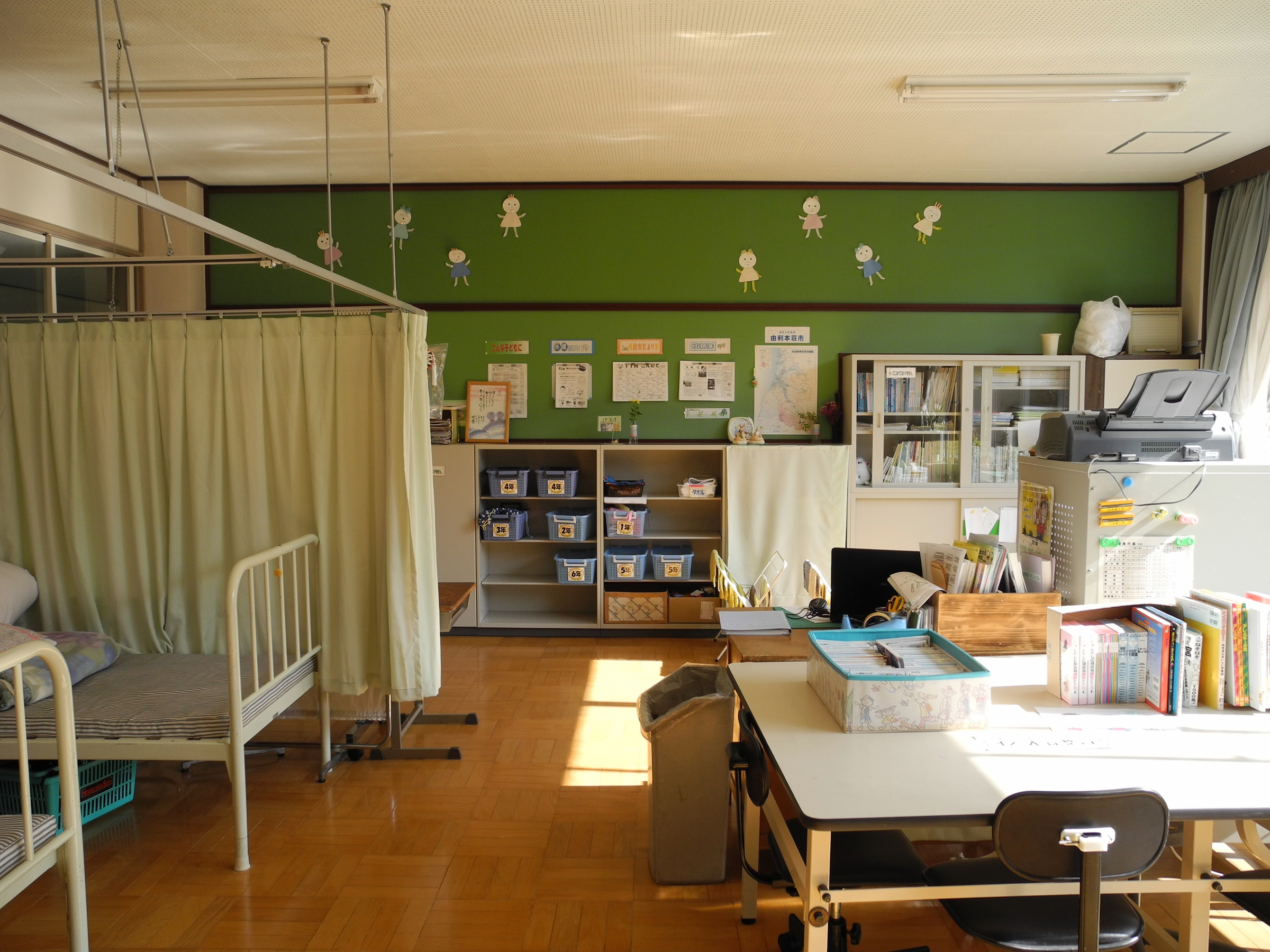
غرفة ممرضة المدرسة اليابانية.

التمريض المدرسي (بالانجليزية: School nursing) مهنة متخصصة في تمريض الصحة العامة، ويحمي ويعزز صحة الطلاب، ويسهل التطور الطبيعي، ويعزز النجاح الأكاديمي، الممرضيين في المدارس والمتمثل عملهم في الممارسة الأخلاقية والقائمة على الأدلة، هم القادة الذين يربطون بين الرعاية الصحية والتعليم، ويقدمون تسوية وتنسيق الرعاية، ويدافعون عن رعاية جيدة تركز على الطلاب، ويتعاونون في تصميم أنظمة تتيح للأفراد والمجتمعات تطوير إمكاناتهم الكاملة.                         

## الولايات المتحدة
وفقًا للرابطة الوطنية للممرضين، يوجد ما يقرب من (61,232 - 73,697) من الممرضين القانونين الذين يعملون في المدارس الابتدائية والثانوية في الولايات المتحدة، والتي تمثل ما بين (2.1-2.8 ٪ ) من الممرضين المسجلين في الولايات المتحدة.
وفقًا للاتحاد الأمريكي للمعلمين، هناك ما يقرب من 45000 ممرض/ة مدرسة يعملون في الولايات المتحدة، غالبًا ما يكون  الممرضين الذين يعملون في المدارس هم الوحيون الذين يقدومون الصحة المهنية التي تخدم الطلاب في بيئة تعليمية[بحاجة لمصدر].

### ممرضين المدرسة البارزين
1. روز هانبي.
2. آني مكاي، ممرضة أول مدرسة في ماساتشوستس، 1905.[4]
3. لينا روجرز ستروثرز، ممرضة أول مدرسة في الولايات المتحدة، في مدينة نيويورك، 1902.[5]
4. كريس كرول، ملكة جمال نيويورك 1975.
5. آن شيتز، مديرة خدمات الصحة المدرسية، إدارة الصحة العامة في ماساتشوستس، 1986-2014.

## المملكة المتحدة

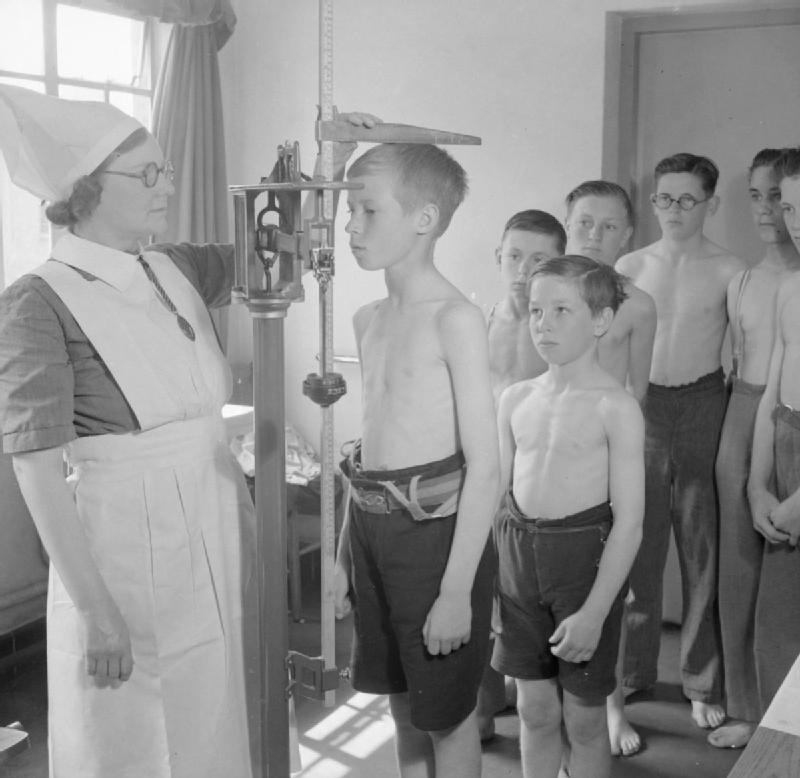
A school nurse measuring the heights of students in Hertfordshire

في عام 1892، كانت إيمي هيوز تعمل في ميدان بلومزبري كمديرة للممرضين الذين يعملون على تحسين الرعاية التمريضية للأشخاص في منازلهم في (إنجلترا وويلز وأيرلندا الشمالية)، طُلب منها زيارة مدرسة ابتدائية محلية لتقديم النصيحة بشأن التغذية، فوجئت هيوز عندما وجدت أن الطلاب كانوا يعانون من أمراض بسيطة التي كانت سبب في ضايع أيام من المدرسة بسبب المرض، رتبت الممرضة إيمي هيوز الوقت المناسب للممرضين لزيارة المدارس. هي الفضل في كونها أول ممرضة مدرسة في المملكة المتحدة.
نشأ الحكم القانوني للتمريض المدرسي في جميع المدارس في المملكة المتحدة من حرب البوير (حرب جنوب افريقيا، حرب جنوب أفريقيا أو حرب الأنجلو بوير)، نسبة كبيرة من متطوعي الجيش ما بين ( 40% - 60% )غير مؤهلين طبياً للخدمة، لذلك في عام 1903، أنشأت الحكومة اللجنة المشتركة بين الإدارات المعنية بالتردي الجسدي لدراسة الأسباب، في عام 1904، قدمت اللجنة تقريراً عن ذلك، جاء فيه إنه لا توجد مشكلة صحية عامة، ولكن لم يتم علاج الحالات التي يمكن علاجها، مما يعني أن الظروف قد ساءت لدرجة أنها أصبحت ضعيفة، وأوصت اللجنة:
- يجب ان يكون للأطفال لديهم فحوصات طبية في المدارس.
- تقديم وجبات مدرسية مجانية للأطفال من الأسر الفقيرة للغاية.
- يتم تدريب الأمهات على تربية الأطفال.

كان الرد الفعلي للحكومة الأول عام 1906 هو إصدار قانون توفير الوجبات المدرسية، والذي سمح (ولكن لم يُلزم) السلطات المحلية بتوفير وجبات مدرسية، بدون أي تكلفة على الفقراء، ورفع ضريبة لدفع ثمن الوجبات، ثم صدر قانون التعليم لعام 1907 ، الذي أسس فريقًا من الممرضيين في المدارس في كل سلطة محلية، وفي نفس السنة (1907) جاء مع قانون التعليم قانون الفحوصات الطبية، الذي طلب من السلطات المحلية ضمان حصول كل طفل على ما لا يقل عن 3 فحوص طبية خلال فترة وجودهم في المدرسة، على الرغم من أن القانون عمل على إنشاء عيادات داخل المدارس لعلاج أي شيء مُكتشف، كان من المتوقع من الآباء دفع تكاليف العلاج بأنفسهم، بعد 1912 قدمت الحكومة مساهمات صغيرة في التكلفة.
في العصر الحديث، الممرضين في المدارس يمكن مقارنتهما بالمتفقدين الصحيين، لكنهم متخصصون في بيئة مدرسية، بدلاً من أن يكونوا ممرضين محلين، على هذا النحو، الممرضين عادة يتولون مسؤوليات الصحة العامة للأطفال، من المتفقدين الصحيين، بمجرد أن يتجاوز الأطفال 5 سنوات ويبدأوا في الذهاب إلى المدرسة، ومثل المتفقدين الصحيين، يراقبون نمو الطفل، ويقدمون برامج تطعيم معينة، إضافة إلى ذلك يعملون على إثارة على عملية حماية الطفل عندما يشتبهون في تعرض طفل لسوء المعاملة أو الإهمال، نظرًا لظروفهم البدنية، غالباً ما يُطلب منهم تقديم الإسعافات الأولية، ولهذا هم أكثر علماً بالأطفال.
في منتصف إلى أواخر القرن العشرين، كان ممرضين وممرضات المدارس في كثير من الأحيان مألوف للأطفال كممرضين النت - ممرضة متخصصة تتفقد شعر رأس الأطفال بحثًا عن القمل وبيض القمل - (المعروف بالعامية باسم القمل)، في عام 1947 ، وكان 8 ٪ من أطفال المدارس يعانون من التهابات القمل، ولكن استخدام ممرضات النت قد نجح في خفض ذلك إلى 3 ٪ في غضون عشر سنوات، الالتهابات الجلدية بمختلف الانواع، والتي كانت شائعة في الماضي، أصبحت ظاهرة نادرة بحلول نهاية القرن، باستثناء تلك التي تصيب باطن القدمين. في ظل وزارة بلير، أصبح ينظر إلى التمريض على أنه غير فعال من حيث التكلفة سريريًا، وتم سحب التمريض تدريجياً من المدارس.
بعد إعادة تنظيم وزارة كاميرون للخدمة الصحية، أصبح الممرضين في المدارس ينضمون تحت الرعاية العامة للصحة العامة في إنجلترا، ولكن يتم تكليفهم محليًا من قبل السلطات المحلية، التي تتحمل الآن مسؤولية محلية عن الصحة العامة، ليصبح ممرضو المدارس ممرضين قانونين ذو كفؤ، يقوم الممرضين بتدريب إضافي كممارسين متخصصين في الصحة العامة. يتم تنظيمها من قبل مجلس التمريض والقبالة.

## الكويت
في الكويت، أعلنت عميدة كلية التمريض عن بدء تطبيق برنامج بكالوريوس التمريض المدرسي منذ سبتمبر للعام الدراسي 2014/2015، كاشفة عن العديد من الامتيازات التي سيتمتع بها الملتحقون والخريجون من هذا البرنامج من الكويتيين، مشيرة إلى أنه يعد من أحدث برامج الكلية ويهدف لإعداد ممرضات وممرضين مؤهلين تأهيلاً عالياً للعمل بعيادات المدارس والجامعات في القطاعين الحكومي والأهلي، وكذلك مراكز الصحة المدرسية بوزارة الصحة.